# The Argyll and Sutherland Highlanders (Princess Louise's)
The Argyll and Sutherland Highlanders (Princess Louise's), littéralement « Les Highlanders d'Argyll et de Sutherland (de la princesse Louise) », est un régiment d'infanterie de la British Army fondé en 1881 et résultant de la fusion du 91st Argyllshire Highlanders et du 93rd Sutherland Highlanders. En 2006, il a été à son tour fusionné avec d'autres régiments pour former The Royal Regiment of Scotland au sein de la Division écossaise.

## Histoire

### De 1881 à 1914
Le 1er juillet 1881, dans le cadre de la réorganisation de l’armée britannique réalisée par Cardwell et Childers, le 91st Argyllshire Highlanders et le 93rd Sutherland Highlanders sont fusionnés pour former un nouveau régiment : The Argyll and Sutherland Highlanders. La fusion ne se passe pas sans difficulté, les deux anciens régiments étant profondément différents : en particulier, le 93rd se retrouve déraciné, les nouvelles zones de recrutement ne comptant pas le Sutherland ni aucun territoire des Highlands, à l’exception de l’Argyll, ce qui amènera le régiment à être essentiellement composé de recrues des Lowlands, notamment d’Irlandais de Glasgow. De son côté, le 91st perd son uniforme, la nouvelle tenue reprenant essentiellement celui du 93rd. Finalement, et malgré le mélange des effectifs, chacun des deux bataillons composant le nouveau régiment récupéra les traditions de l’un des anciens.
Dans les années suivantes, le premier bataillon est envoyé au Zululand contre les Zoulous, puis passe plusieurs années en Asie, à Ceylan d’abord, puis à Hong Kong. Après un bref passage par Dublin, il est renvoyé en Afrique du Sud en 1899 pour prendre part à la guerre des Boers, où, mal préparé au tactiques de guérilla, il subit de lourdes pertes et aucun succès. Après cet épisode, le bataillon est envoyé à Malte, puis en Inde, où il se trouve encore en 1914.
Le deuxième bataillon de son côté passe les dix premières années en Angleterre, où il assure la garde du palais de Windsor. Il passe ensuite dix-sept ans en Inde, puis est envoyé au Waziristan en 1897 avant de passer deux ans en Afrique-du-Sud. Pendant toute cette période, il n’effectue aucune action militaire notable et rentre en Écosse en 1909.

## Première Guerre mondiale
Le 1er bataillon est rapatrié d’Inde au début de la Première Guerre mondiale et arrive en France au moment de la Deuxième bataille d’Ypres. Il est ensuite envoyé à Thessalonique pour renforcer les armées grecques et serbes, alors en difficulté, où il reste jusqu’à la fin de la guerre sans participer à des actions majeures, bien que le climat et les maladies entraînent des pertes importantes.
Le 2e bataillon participe de son côté à une grande partie des engagements dans lesquels sont impliqués les Britanniques en France et en Belgique. Son premier combat a lieu à la bataille du Cateau, puis il participe aux batailles de Loos, de la Somme et joue un rôle important lors de la troisième bataille d’Ypres.
Onze nouveaux bataillons, dont cinq de territoriaux, sont levés pendant la durée de la guerre. En tout, 431 officiers et 6 475 sous-officiers et hommes du rang sont tués ou portés disparus entre 1914 et 1918. Un monument commémoratif est par la suite érigé pour le régiment dans le château d’Édimbourg. Les Français construisent également en 1938 un monument, dit Britannia, en hommage au régiment à Boulogne-sur-Mer, lieu où il a débarqué en 1914 ; ce mémorial est détruit en 1940 par les Allemands et n’est pas reconstruit par la suite.

## Seconde Guerre mondiale
Le régiment comporte 9 bataillons.
Le régiment est engagé en France (1940) au sein du corps expéditionnaire britannique (BEF) commandé par le général John Vereker Lord Gort, en Abyssinie, au Proche-Orient et en Crète (1941), en Afrique du Nord (1941-43), en Italie (1943) et en Allemagne (1944-45).
Seul le 2e bataillon, arrivé à Singapour en 1939, participe à la campagne de Malaisie en 1941-42 (fleuve Slim, Ipoh, Singapour).
Les hommes capturés à la chute de Singapour, le 15 février 1942, sont internés dans la prison de Changi, Malaisie, qui accueille 50 000 Britanniques, Australiens, et Néerlandais.
En juin 1942, ils sont transférés au camp de Chungkai, à l’ouest de Bangkok, Thaïlande, pour participer à la construction du "chemin de fer de la mort" (415 kilomètres à travers les jungles thaïlandaise et birmane) qui coûtera la vie à 13 000 soldats alliés.
David L. Cunningham leur a consacré un film, Chungkai, le camp des survivants (To End All Wars) (2001), tiré des mémoires du capitaine Ernest Gordon (1916-2002).

### De 1945 à nos jours
Après la Seconde Guerre Mondiale, il participe à de nombreuses opérations militaires dont la guerre de Corée entre 1950 et 1951, où il gagne une citation, et aux Malouines
- Quartier-général du régiment : Stirling, Écosse

## Uniforme
L’uniforme de 1881 reprend en grande partie celui du 93rd Sutherland : veste écarlate à revers jaune, kilt au tartan du clan Campbell, bleu et vert foncé à bande noire, sporran en fourrure de blaireau orné de six pampilles. Le couvre-chef reste le bonnet de fourrure noire ornée de queues de renard, mais uniquement avec le kilt : quand des trews sont portés, le bonnet est remplacé par un glengarry.